# タグチハナ
タグチ ハナ（1996年6月2日 - ）は、日本のシンガーソングライター。バンド・addのボーカル。
父は元JET SETSの田口亮、母は元ガラパゴスの狩野環、伯父は元BOØWYでミュージシャンの布袋寅泰、伯母は歌手の山下久美子と歌手・女優の今井美樹。

## 略歴
- 2014年3月30日、自主制作のアルバム『夜へ』発売[2]。同年、NOTTV『MUSIC にゅっと。』のオーディション企画「ココでミラクル!」に参加、自身の楽曲『ビア』を披露し、グランプリを受賞[3]。
- 2015年3月11日、全国流通のミニ・アルバム『Orb』発売[2]。同年4月5日、初のワンマンライブ『タグチハナ 2nd mini album レコ発ワンマン』を新宿JAMにて開催[2][3]。
- 2019年、西村"コン"（きのこ帝国）、黒川"バンビ"絢太（元可愛い連中、アカシック）と「add」を結成[4]、2021年にLilubay（リルベイ）に改名。

## 作品

### シングル
- The sound of swells（2015年12月09日、NYTR-012）
- ふれる（2018年6月25日、会場限定販売）

### ミニ・アルバム
- 夜へ（2014年3月30日、2050267574019）
- Orb（2015年3月11日、KUP-023）
- Vividness & The Naked（2017年02月17日、TGHNA001）[5]

## タイアップ
| 楽曲     | タイアップ                                 |
| -------- | ------------------------------------------ |
| 夢中たち | 映画『ジャンクション29』エンディングテーマ |

## 出演

### インターネットテレビ
- MUSIC にゅっと。（NOTTV）